# Z 8 Bruno Heinemann
Z 8 Bruno Heinemann war ein Zerstörer der Klasse 1934 A der deutschen Kriegsmarine. Der Zerstörer ging im Zweiten Weltkrieg am 25. Januar 1942 im Ärmelkanal nach zwei Minentreffern verloren.
Benannt wurde der Zerstörer nach Korvettenkapitän Bruno Heinemann, dem Ersten Offizier des Linienschiffs König, der am 5. November 1918 bei der Verteidigung der kaiserlichen Kriegsflagge während des Kieler Matrosenaufstandes ums Leben kam.

## Baugeschichte
Die Bruno Heinemann war ein Zerstörer des Anfang 1935 bestellten Typs 1934 A und hatte eine Länge von 119 m über alles und von 114 m in der Wasserlinie. Sie war bis zu 11,3 m breit und hatte ein Höchsttiefgang von 4,23 m. Die Standardverdrängung betrug 2171 ts und 3110 t bei voller Ausrüstung. Die Wagner-Turbinen hatten eine Höchstleistung von 70.000 PS, die dem Boot eine Höchstgeschwindigkeit von 36 kn gaben. Die Dampferzeugung für die Turbinen erfolgte in sechs Hochdruckkesseln vom System Wagner, einer Weiterentwicklung des Benson-Kessels. Wie die anderen Boote der Klasse konnte sie bis zu 752 t Treiböl fassen, die ihre eine Reichweite von 4400 Seemeilen bei 19 Knoten (kn) geben sollten. Aber die Boote der Klasse erwiesen sich als topplastig im Dienst und 30 % des Treibstoffes blieben ungenutzt, um als notwendiger Ballast zu dienen. Dies reduzierte die nutzbare Reichweite auf 1825 sm bei 19 kn.
Bewaffnet war die Bruno Heinemann erst ab Mai 1938 mit fünf 12,7-cm-SK C/34 Geschützen in Einzelaufstellung mit Schutzschilden, von denen je zwei übereinander vorn und hinten angeordnet waren. Das fünfte Geschütz stand auf dem hinteren Deckshaus. Die Flugzeugabwehrbewaffnung bestand aus vier 3,7-cm-SK C/30 in Zwillingslafetten neben dem hinteren Schornstein und sechs 2-cm-Flak C/30 in Einzellafetten. Die Torpedobewaffnung bestand aus acht 53,3-cm-Torpedorohren in zwei Vierlingssätzen. Vier Wasserbombenwerfer standen neben dem hinteren Deckshaus. Dazu gab es sechs Halterungen für Wasserbomben im Heckbereich. Damit konnte die Bruno Heinemann Salvenwürfe von bis zu 16 Wasserbomben werfen. Der Vorrat an Wasserbomben konnte bis zu 64 betragen. Dazu hatte das Boot auf dem hinteren Deck Schienen für den Transport von bis zu 60 Minen.
Die Kiellegung des am 9. Januar 1935 mit den insgesamt zwölf Booten der Klasse 1934 A bestellten Bootes erfolgte am 14. Januar 1936 bei der Deschimag im Werk AG Weser in Bremen mit der Baunummer 902 als letztes der von dieser Werft zu liefernden Boote der Klasse 1934 A nach der Paul Jacobi, der Theodor Riedel und der Hermann Schoemann. Die Bremer Werft baute anschließend alle sechs Boote der Klasse 1936 und alle acht Boote der Klasse 1936A. Taufe und Stapellauf der Bruno Heinemann fanden am 15. September 1936 statt und am 8. Januar 1938 wurde sie als viertes Boot der Klasse in Dienst gestellt, da die beiden anderen Bauwerften noch kein Boot ihrer früher vom Stapel gelassenen Neubauten fertiggestellt hatten.
Bei ihrer Indienststellung führte die Bruno Heinemann vier 15-cm-Geschütze aus Altbeständen, um die geplante stärkere Bewaffnung deutscher Zerstörer zu testen. Ab Mai 1938 war das Boot dann mit seiner Standardbewaffnung von fünf 12,7-cm-Geschützen C/34 ausgestattet.

## Einsatzgeschichte
Die Bruno Heinemann wurde im März 1938 der neu aufgestellten 6. Zerstörerdivision zugeteilt, mit der taktischen Nummer 63. Im April 1938 lief sie, noch ausgerüstet mit vier alten 15-cm Utof L/45 C 16 aus dem Ersten Weltkrieg, mit ihrem Schwesterboot Paul Jakobi nach Norwegen, um vor Ålesund die Möglichkeit zur Einrüstung solch schwerer Waffen auf künftigen Zerstörerneubauten zu testen. Nach der Rückkehr wurde die ursprüngliche Bewaffnung wieder eingebaut.
Im August 1938 nahm die Bruno Heinemann an der Parade zu Ehren von Hitler und Horthy anlässlich des Stapellaufs des Schweren Kreuzers Prinz Eugen teil und wurde bei den sich anschließenden Herbstmanövern eingesetzt. Sie wurde im Herbst 1938 der neu gebildeten 4. Zerstörerflottille zugeteilt und erhielt jetzt die Kennung 61.

### Kriegseinsatz
Bei Kriegsbeginn gehörte die Bruno Heinemann zu den in der Ostsee eingesetzten Einheiten der 2. Zerstörerflottille. Ab dem 4. September 1939 war sie mit den anderen Zerstörern und Torpedobooten an der Ausbringung der sogenannten Westwall-Minensperren in der Nordsee beteiligt. Der Chef der 4. Zerstörerflottille, Fregattenkapitän Bey auf der Bruno Heinemann von der 2. Zerstörerflottille, versuchte im November mehrfach zusammen mit der Erich Steinbrinck und der Friedrich Eckoldt von der 1. Zerstörerflottille, im Skagerrak und Kattegat Handelskrieg zu führen, konnte aber keine Schiffe der Kriegsgegner feststellen. Am 12. auf den 13. Dezember 1939 war die Bruno Heinemann dann an einem offensiven Minenunternehmen des F.d.Z. (Kommodore Bonte) mit der Hermann Künne (3. Zerstörerflottille), der Friedrich Ihn, der Erich Steinbrinck und der Richard Beitzen (1. Zerstörerflottille) gegen die Tynemündung beteiligt. Dabei brach auf der Bruno Heinemann ein Brand im Steuerbord-Maschinenraum aus, der das Boot zwang, 1½ Stunden in Sichtweite der englischen Küste liegen zu bleiben, ehe es den Rückmarsch mit nur einer Maschine antreten konnte. Gesichert wurde das Boot nur von der Erich Steinbrinck. Auf dem Rückmarsch wurde der nicht voll einsatzfähige Zerstörer mehrfach von britischen Flugzeugen angegriffen. Er wurde dann zur Sicherung des torpedierten Leichten Kreuzers Leipzig befohlen und dabei von der später eintreffenden Richard Beitzen unterstützt. Nach diesem Einsatz ging die Bruno Heinemann in die Werft.
Schon am 10./11. Januar 1940 konnte die Bruno Heinemann wieder als Führerboot des Flottillenchefs Erich Bey ein weiteres Minenunternehmen vor Cromer mit der Wolfgang Zenker und der Erich Koellner, beide von der 4. Zerstörerflottille, erfolgreich durchführen, dem ein weiteres an den Haisborough Sands am 9./10. Februar mit denselben Booten folgte.
Beim Unternehmen Weserübung bildete die Bruno Heinemann mit den Schwesterbooten Paul Jacobi (2. Zerstörerflottille), Theodor Riedel (2. Zerstörerflottille) und Friedrich Eckoldt  (1. Zerstörerflottille) (als Ersatz für die im letzten Moment ausgefallene Hermann Schoemann) sowie dem Schweren Kreuzer Admiral Hipper die Kriegsschiffgruppe 2, die Trondheim besetzte. Wie alle Boote der Gruppe erlitt sie erhebliche Seeschäden auf dem Weg nach Trondheim. Nachdem sie die eingeschifften Truppen abgesetzt hatten, ließen die durch den Verlust der großen Schiffe der Tankerstaffel (insbesondere der Stedingen) verursachte mangelhafte Treibstoffversorgung, die schweren Seeverhältnisse und der schlechte Zustand der Boote den geplanten Rückzug der vier Boote nicht zu, sodass am 14. April nur die Bruno Heinemann und die Friedrich Eckoldt den norwegischen Hafen wieder verließen und am 16. wieder in Wilhelmshaven einliefen.
Im Zuge der Neuorganisation der Zerstörerverbände nach den schweren Verlusten in Norwegen wurde die Bruno Heinemann der 6. Zerstörerflottille zugeteilt. Vom 29. April bis zum 1. Mai war das Boot mit der Richard Beitzen und drei Torpedobooten an der Verlegung einer neuen großen Minensperre im Skagerrak durch die Minenschiffe Roland, Kaiser, Preußen und Cobra beteiligt, bei der das Torpedoboot Leopard durch Kollision mit der Preußen verloren ging. Es folgten weitere Mineneinsätze, bis die Bruno Heinemann Ende Mai zu einer Werftliegezeit den Technischen Betrieb des NDL aufsuchte.
Bis Mitte Oktober wurde das Boot instand gesetzt; es erhielt dabei einen Dreibeinmast, ein Funkmessgerät und neun modernere 20-mm-Flakgeschütze. Nach ersten Probefahrten in der Ostsee wurden weitere Arbeiten am Boot vom November 1940 bis zum März 1941 im Werk Weser der Deschimag in Bremen durchgeführt.
Vom 4. bis 6. April 1941 verlegte der Zerstörer dann zusammen mit der Friedrich Ihn und der Erich Steinbrinck (beide seit November Werftaufenthalte) von Wilhelmshaven nach Brest und am 19. weiter nach La Pallice. Die Zerstörer sollten die letzte Etappe deutscher Schiffe sichern, die das besetzte Frankreich anliefen. So wurden der heimkehrende Hilfskreuzer Thor, dann das Trossschiff Nordmark und schließlich der nach Brest laufende Schwere Kreuzer Prinz Eugen gesichert. Im Juni 1941 verlegte die Bruno Heinemann dann nach Bordeaux, später nach Bremen zu einer weiteren Werftliegezeit bei der Deschimag. Ab Dezember 1941 wurde er dann in der Ostsee wieder eingefahren.
Am 14. Januar 1942 gehörte die Bruno Heinemann zu den Sicherungszerstörern bei der Verlegung des Schlachtschiffs Tirpitz nach Trondheim. Sie lief sofort nach Kiel zurück und durch den Nord-Ostsee-Kanal Richtung Frankreich, um an der Verlegung der schweren Einheiten von Brest nach Norwegen teilzunehmen. Im Ärmelkanal erhielt sie in Höhe von Dover und Calais zwei Grundminentreffer, die sie zerbrachen. Die ebenfalls nach Westen laufenden Paul Jacobi und Richard Beitzen konnten trotz erfolgender Luftangriffe 34 bzw. 188 Schiffbrüchige retten. Dennoch waren 93 Tote beim Untergang der Bruno Heinemann zu beklagen.

### Kommandanten
| Name                             | Zeitraum                               |
| -------------------------------- | -------------------------------------- |
| Fregattenkapitän Fritz Berger    | 8. Januar 1938 bis 3. Dezember 1939    |
| Korvettenkapitän Georg Langheld  | 4. Dezember 1939 bis 14. Mai 1940      |
| Korvettenkapitän Hermann Alberts | April 1940 (i. V.) bis 25. Januar 1942 |